# Melipotis excepta
Melipotis excepta là một loài bướm đêm trong họ Erebidae.